# Egidio Meneghetti
Egidio Meneghetti (Verona, 14 novembre 1892 – Padova, 4 marzo 1961) è stato un medico e farmacologo italiano.

## Biografia
Dopo gli studi secondari a Verona, si laureò in medicina all'Università di Padova. Dedicatosi alla farmacologia, fu allievo del prof. Luigi Sabbatani. Nel 1926 ottenne la cattedra di farmacologia all'Università di Camerino e l'anno successivo passò alla direzione dell'istituto di farmacologia dell'Università di Palermo.
Nel 1932, infine divenne direttore dell'istituto di farmacologia all'Università di Padova, dove rimase fino alla morte.
Il 16 dicembre 1943 perse la moglie e la figlia (Maria e Lina), morte nel bombardamento aereo della città di Padova. Entrambe si erano rifiutate di sfollare, nonostante il pericolo, per continuare ad aiutare Egidio nel lavoro segreto che aveva intrapreso. Fra le altre cose, proprio la sera precedente avevano distribuito manifesti clandestini a Padova nel quartiere Arcella. A loro dedicò il libro Scritti clandestini.
Fu rettore dell'Università di Padova nel periodo 1945 - 1947. Autore di oltre 100 pubblicazioni scientifiche, diede contributi fondamentali nel settore dei chemioterapici. A lui è dedicata la biblioteca di medicina presso gli Istituti Biologici dell'Università di Verona.

### Attività nella resistenza
Socialista, fu un convinto e precoce antifascista.
Esponente del movimento di Giustizia e Libertà del Veneto, dopo l'Armistizio di Cassibile assieme a Concetto Marchesi comunista, Mario Saggin democristiano e Silvio Trentin azionista fondò il CLN veneto. Un suo allievo, Luigi Antonio Tami, lo seguì nella Resistenza, e dopo la sua uccisione da parte delle SS gli fu tributata la medaglia d'oro al valor militare alla memoria.
Il 7 gennaio 1945 Meneghetti fu arrestato assieme a Attilio Casilli, Giovanni Ponti, Angiolo Tursi, Luigi Martignoni e a don Giovanni Apolloni dai fascisti della Banda Carità, torturato e consegnato alla SS che lo portarono prigioniero dapprima a Verona, presso il loro quartier generale e sede della Gestapo, in corso Porta Nuova (presso l'ex Palazzo di I.N.A. Assicurazioni) e successivamente a Bolzano per l'invio ai lager di eliminazione in Germania.
Contemporaneamente erano presenti nelle celle di Verona altri partigiani fra cui Ferruccio Parri, Lidia Martini, il maggiore inglese McDonald e un giovane friulano studente di medicina presso l'Università di Bologna, Ettore Savonitto, che diventò suo compagno di cella, fino alla loro liberazione avvenuta il 30 aprile 1945 dal campo di concentramento di Bolzano dove erano entrambi stati trasferiti. A causa dell'interruzione delle linee ferroviarie, pesantemente e frequentemente bombardate nel 1945, riuscirono fortunosamente a sfuggire al trasferimento verso i campi di sterminio tedeschi e polacchi.
A Ettore Savonitto ed altri due compagni di cella (il tipografo Mario e il fornaio Massimo) è dedicato il libro Lager-Bortolo e l'ebreeta, che descrive in dialetto veronese le brutalità del campo e del suo aguzzino Michael Seifert, detto Misha, e soprannominato "il boia di Bolzano", successivamente arrestato dopo moltissimi anni di latitanza in Canada, da dove fu estradato nel 2008 per morire in detenzione al termine del 2010.

## Opere
- Scritti clandestini, Zanocco, Padova 1945
- Biologia della fame, Roche, Milano 1952
- Bacco bifronte, Il giardino di Esculapio-Ed. Roche Milano 1953
- La partigiana nuda, prima ed. sotto lo pseudonimo di Antenore Foresta Ed. Valdonega Verona 1953
- Lager-Bortolo e l'ebreeta, prima ed. sotto lo pseudonimo di Antenore Foresta Ed. Valdonega Verona 1953
- Musica e farmaci, Il giardino di Esculapio-Ed. Roche Milano 1955
- Cante in piassa, Neri Pozza, Venezia 1955.
- La partigiana nuda, Edizioni Avanti!, Milano 1961.